# Doctrina compendiosa
La Doctrina compendiosa ("Dottrina globale") è un'opera di tematica politica e sociale attribuita a Francesc Eiximenis e scritta in catalano in Valencia fra la fine del XIV secolo e l'inizio del XV secolo. Il padre cappuccino Martí de Barcelona la pubblicò in 1929.

## Contenuto e struttura
Il libro ha la forma di un dialogo, dove un gruppo di cittadini di Valencia pone domande a un frate francescano su materie sociali e politiche, e anche su morale e religione. Il frate struttura il dialogo in due parti. La prima, di venti capitoli, ha soprattutto una indole morale. La seconda, di altri venti capitoli, tratta su materie pratiche, supratutto di natura sociale e politica. Il libro termina con una conclusione finale.

## Argomenti contro la paternità di Eiximenis
Alcuni studi di Jaume Riera Sans e di Curt Wittlin hanno determinato che Eiximenis non fu l'autore di questo libro.
Le ragioni principali sarebbero queste:
- Eiximenis non scrisse altre opere in forma di dialogo.
- Sei dei nove manoscritti conservati non hanno il nome dell'autore.
- L'autore di quest'opera non fa riferimenti ad altre opere di Eiximenis, come accade nei suoi libri.
- Esistono relativamente poche citazioni bibliche, dei padri della Chiesa e dottori della Chiesa.
- La maniera di citare testi in latino in quest'opera è totalmente differente da quella solitamente usata nelle altre opere di Eiximenis.

## Autore possibile
Curt Wittlin suggerisce che l'autore di quest'opera potrebbe essere il giurista Ramon Soler, cittadino importante della città di Valencia e molto amico di Francesc Eiximenis durante la sua vita. Quest'opera sarebbe, dunque, una sorta di ricordo delle dottrine eiximeniane, con molti parallelismi col suo pensiero sociopolitico e con sue opere dove si tratta di questi argomenti, come per esempio il Regiment de la cosa pública.
Curt Wittlin ha trovato nel libro l'influenza delle opere del giurista medievale Albertano da Brescia, e questa evidenza avvalorerebbe la teoria che vuole l'opera scritta da un giurista, come Ramon Soler.